# 寝屋川市の地名
本項寝屋川市の地名（ねやがわしのちめい）では、大阪府寝屋川市における町名や大字名を中心に、本市ならびに前身の寝屋川町成立以来の地名の変遷について記述する。

## 現行行政町名
まず市内の現行の町字名を五十音順に列挙する。

### あ行
- 池田1 - 3丁目
- 池田旭町
- 池田北町
- 池田新町
- 池田中町
- 池田西町
- 池田東町
- 池田本町
- 池田南町
- 池の瀬町
- 石津中町
- 石津東町
- 石津南町
- 石津元町
- 出雲町
- 太秦桜が丘
- 太秦高塚町
- 太秦中町
- 太秦東が丘
- 太秦緑が丘
- 太秦元町
- 宇谷町
- 打上新町
- 打上高塚町
- 打上中町
- 打上南町
- 打上宮前町
- 打上元町
- 梅が丘1 - 2丁目
- 大谷町
- 大利町
- 大利元町
- 音羽町

### か行
- 春日町
- 上神田1 - 2丁目
- 萱島桜園町
- 萱島信和町
- 萱島東1 - 3丁目
- 萱島本町
- 萱島南町
- 川勝町
- 河北中町
- 河北西町
- 河北東町
- 菅相塚町
- 北大利町
- 木田町
- 木田元宮1 - 2丁目
- 楠根北町
- 楠根南町
- 葛原1 - 2丁目
- 葛原新町
- 国松町
- 黒原旭町
- 黒原城内町
- 黒原新町
- 黒原橘町
- 香里北之町
- 香里新町
- 香里西之町
- 香里本通町
- 香里南之町
- 郡元町
- 寿町
- 木屋町
- 木屋元町

### さ行
- 幸町
- 境橋町
- 桜木町
- 讃良西町
- 讃良東町
- 清水町
- 点野1 - 6丁目
- 下神田町
- 下木田町
- 昭栄町
- 小路北町
- 小路南町
- 新家1 - 2丁目
- 末広町
- 成美町

### た行
- 大成町
- 田井町
- 田井西町
- 太間町
- 太間東町
- 高倉1 - 2丁目
- 高宮1 - 2丁目
- 高宮あさひ丘
- 高宮栄町
- 高宮新町
- 高柳1 - 7丁目
- 高柳栄町
- 宝町
- 長栄寺町
- 対馬江西町
- 対馬江東町
- 豊里町
- 豊野町

### な行
- 中神田町
- 中木田町
- 成田町
- 成田西町
- 成田東が丘
- 成田東町
- 成田南町
- 南水苑町
- 錦町
- 日新町
- 仁和寺町
- 仁和寺本町1 - 6丁目
- 寝屋1 - 2丁目
- 寝屋川公園
- 寝屋北町
- 寝屋新町
- 寝屋南1 - 2丁目

### は行
- 秦町
- 八幡台
- 初町
- 早子町
- 東大利町
- 東神田町
- 東香里園町
- 日之出町
- 平池町
- 堀溝1 - 3丁目
- 堀溝北町
- 本町

### ま行
- 松屋町
- 三井が丘1 - 5丁目
- 美井町
- 三井南町
- 美井元町
- 緑町
- 御幸西町
- 御幸東町
- 明徳1 - 2丁目
- 明和1 - 2丁目

### や・ら・わ行
- 八坂町
- 若葉町

## 町字名の変遷
寝屋川町は1943年（昭和18年）、北河内郡九個荘町・友呂岐村・豊野村・寝屋川村が合併することにより成立。合併各町村の大字を継承した25大字を編成。

### 成立当初の町字名
旧九個荘町
- 池田（1978年廃止）
- 大利（1968年廃止）
- 神田（1968年廃止）
- 葛原（1978年廃止）
- 黒原（1968年廃止）
- 点野（1978年廃止）
- 高柳（1968年廃止）
- 対馬江（1978年廃止）
- 仁和寺（1978年廃止）

旧友呂岐村
- 石津（1978年廃止）
- 郡（1967年廃止）
- 木屋（1967年廃止）
- 田井（1968年廃止）
- 太間（1978年廃止）
- 平池（1968年廃止）
- 三井（1973年廃止）

旧豊野村
- 太秦（2000年代頃廃止）
- 国松（1973年廃止）
- 小路（2000年代頃廃止）
- 高宮（2000年代頃廃止）
- 秦（1980年代頃廃止）

旧寝屋川村
- 河北（1980年廃止）
- 萱島流作（1980年廃止）
- 木田（1980年廃止）
- 堀溝（1980年廃止）

### 町字の設置
1951年（昭和26年）
市制施行して寝屋川市となる。町制時の25大字を継承。
1961年（昭和36年）
北河内郡水本村を編入。
旧水本村
- 国守町（燈油から改称、2000年代頃廃止）
- 打上（2000年代頃廃止）
- 寝屋（2000年代頃廃止）

1963年（昭和38年）
- 三井が丘1 - 5丁目（三井・秦・太秦・国松の各一部より）

1966年（昭和41年）
- 出雲町（木田の一部より）
- 大利町（大利・池田の各一部より）
- 大利元町（大利の一部より）
- 木田町（木田・平池の各一部より）
- 幸町（国松・秦の各一部より）
- 桜木町（平池・大利の各一部より）
- 清水町（大利の一部より）
- 昭栄町（高宮・小路・木田・堀溝の各一部より）
- 成美町（大利の一部より）
- 豊野町（秦の一部より）
- 中木田町（木田の一部より）
- 錦町（大利の一部より）
- 初町（秦・高宮・小路の各一部より）
- 早子町（平池・大利の各一部より）
- 東大利町（大利の一部より）
- 日之出町（小路・高宮・木田・平池の各一部より）
- 平池町（平池の一部より）
- 本町（平池・秦の各一部より）
- 八坂町（大利・平池の各一部より）

1967年（昭和42年）
- 菅相塚町（郡の一部より）
- 香里北之町（郡の一部より）
- 香里新町（郡の一部より）
- 香里西之町（郡・木屋の各一部より）
- 香里本通町（郡の一部より）
- 香里南之町（郡・木屋の各一部より）
- 郡元町（郡の一部より）
- 寿町（郡・木屋・田井の各一部より）
- 木屋町（木屋の一部より）
- 木屋元町（木屋の一部より）
- 境橋町（三井の一部より）
- 末広町（郡・三井の各一部より）
- 田井町（田井の一部より）
- 豊里町（太間・木屋・石津の各一部より）
- 成田町（三井・郡の各一部より）
- 成田西町（三井の一部より）
- 成田東町（三井の一部より）
- 日新町（郡・木屋・太間の各一部より）
- 東香里園町（郡・三井の各一部より）
- 松屋町（郡・木屋の各一部より）
- 美井町（三井の一部より）
- 美井元町（三井の一部より）
- 緑町（田井・平池の各一部より）

1968年（昭和43年）
- 池田1 - 3丁目（石津・池田の各一部より）
- 池田旭町（池田の一部より）
- 池田新町（葛原・池田の各一部より）
- 池田西町（池田・高柳・葛原の各一部より）
- 池田東町（池田・大利の各一部より）
- 池田本町（池田の一部より）
- 池田南町（池田の一部より）
- 石津中町（石津の一部より）
- 石津東町（石津の一部より）
- 石津南町（池田・石津の各一部より）
- 石津元町（石津・池田の各一部より）
- 音羽町（平井家・田井の各一部より）
- 春日町（葛原・対馬江・高柳の各一部より）
- 上神田1 - 2丁目（神田・高柳・対馬江の各一部より）
- 萱島桜園町（木田の一部より）
- 萱島信和町（萱島流作・木田の各一部より）
- 萱島東1 - 3丁目（木田・萱島流作・堀溝の各一部より）
- 萱島本町（萱島流作・木田の各一部より）
- 萱島南町（木田・萱島流作の各一部より）
- 北大利町（池田・大利の各一部より）
- 木田元宮1 - 2丁目（木田・神田・大利の各一部より）
- 葛原新町（葛原・対馬江の各一部より）
- 黒原旭町（黒原の一部より）
- 黒原城内町（黒原・対馬江の各一部より）
- 黒原新町（黒原の一部より）
- 黒原橘町（黒原の一部より）
- 下神田町（神田の一部より）
- 下木田町（木田の一部より）
- 田井西町（田井の一部より）
- 高柳1 - 7丁目（高柳・対馬江・黒原の各一部より）
- 高柳栄町（高柳の一部より）
- 宝町（仁和寺・対馬江の各一部より）
- 長栄寺町（池田・高柳の各一部より）
- 対馬江西町（対馬江の一部より）
- 対馬江東町（対馬江の一部より）
- 中神田町（神田の一部より）
- 南水苑町（萱島流作の一部より）
- 仁和寺町（仁和寺・対馬江の各一部より）
- 東神田町（神田の一部より）
- 御幸西町（神田の一部より）
- 御幸東町（神田の一部より）
- 若葉町（大利・池田の各一部より）

1973年（昭和48年）
- 池の瀬町（太秦・三井・秦の各一部より）
- 川勝町（国松・秦の各一部より）
- 国松町（国松・秦の各一部より）
- 成田東が丘（太秦・三井の各一部より）
- 成田南町（三井・秦・太秦の各一部より）
- 八幡台（秦の一部より）
- 三井南町（三井・国松の各一部より）
- 明徳1 - 2丁目（太秦・秦・寝屋の各一部より）

1978年（昭和53年）
- 池田北町（石津と池田の一部より）
- 池田中町（池田の一部より）
- 葛原1 - 2丁目（締めの・葛原・池田・対馬江の各一部より）
- 点野1 - 6丁目（点野・葛原・池田・太間の各一部より）
- 太間町（太間・池田の各一部より）
- 太間東町（太間の一部より）
- 仁和寺本町1 - 6丁目（仁和寺・点野の各一部より）

1980年（昭和55年）
- 河北中町（河北の一部より）
- 河北西町（河北の一部より）
- 河北東町（河北の一部より）
- 楠根北町（高宮・堀溝・小路の各一部より）
- 楠根南町（高宮・小路・堀溝の各一部より）
- 讃良西町（萱島流作・堀溝の各一部より）
- 讃良東町（堀溝の一部より）
- 新家1 - 2丁目（堀溝の一部より）
- 大成町（木田・堀溝の各一部より）
- 高宮栄町（高宮・小路の各一部より）
- 堀溝1 - 3丁目（堀溝・河北の各一部より）
- 堀溝北町（堀溝の一部より）

1983年（昭和58年）
- 太秦桜が丘
- 太秦高塚町
- 太秦中町
- 太秦東が丘
- 太秦緑が丘
- 太秦元町
- 高宮新町
- 秦町

1987年（昭和62年）
- 梅が丘1 - 2丁目（打上・国守町の各一部より）

2005年（平成17年）
- 宇谷町（寝屋・太秦の各一部より）
- 大谷町（寝屋の一部より）
- 寝屋1 - 2丁目（寝屋の一部より）
- 寝屋川公園（寝屋・打上の各一部より）
- 寝屋北町（寝屋の一部より）
- 寝屋新町（寝屋の一部より）
- 寝屋南1 - 2丁目（寝屋の各一部より）

2006年（平成18年）
- 打上新町（打上・国守町の各一部より）
- 打上高塚町（打上の一部より）
- 打上中町（打上の一部より）
- 打上南町（国守町・打上の各一部より）
- 打上宮前町（打上・国守町の各一部より）
- 打上元町（打上の一部より）
- 小路北町（小路・高宮・国守町の各一部より）
- 小路南町（小路・高宮・国守町の各一部より）
- 高倉1 - 2丁目（国守町・打上の各一部より）
- 高宮1 - 2丁目（高宮・太秦・小路の各一部より）
- 高宮あさひ丘（高宮・太秦・小路・国守町の各一部より）
- 明和1 - 2丁目（国守町・小路の各一部より）

## 参考資料
- 角川日本地名大辞典 27 大阪府（1983年、角川書店）